# Dandya
Dandya ovalis är ett utdött släkte av fiskar, som levde under yngre trias. Fossil har hittats i Lombardiet, norra Italien.